# Zolile Bhitane
Zolile Bhitane (ur. 5 października 1985) – południowoafrykański lekkoatleta specjalizujący się w biegach długodystansowych. 
Ósmy zawodnik mistrzostw świata kadetów w biegu na 3000 metrów (2001). Rok później zdobył złoty medal Gimnazjady na tym dystansie. W 2003 był 9. w biegu na 5000 metrów podczas mistrzostw Afryki juniorów. W 2004 zajął 12. miejsce w biegu na 3000 m z przeszkodami na 10. Mistrzostwach Świata Juniorów w Grosseto. 

## Rekordy życiowe
| Konkurencja                        | Rezultat | Data           | Miejsce      |
| ---------------------------------- | -------- | -------------- | ------------ |
| Bieg na 3000 metrów                | 8:11,75  | 18 marca 2005  | Pretoria     |
| Bieg na 3000 metrów z przeszkodami | 8:52,51  | 19 marca 2004  | Kapsztad     |
| Bieg na 5000 metrów                | 14:06,95 | 17 lutego 2006 | Bellville    |
| Bieg na 10 000 metrów              | 30:10,20 | 11 marca 2005  | Stellenbosch |
| Bieg na 10 kilometrów              | 29:57    | 7 czerwca 2008 | Robertson    |